# Термополіс
Термополіс (англ. Thermopolis) — місто (англ. town) в США, в окрузі Гот-Спрінґс штату Вайомінг. Населення — 2725 осіб (2020).

## Географія
Термополіс розташований за координатами 43°38′53″ пн. ш. 108°12′52″ зх. д. / 43.64806° пн. ш. 108.21444° зх. д. (43.648154, -108.214514).  За даними Бюро перепису населення США в 2010 році місто мало площу 6,41 км², з яких 6,17 км² — суходіл та 0,24 км² — водойми.

### Клімат
| Клімат : Термополіс                   | Клімат : Термополіс | Клімат : Термополіс | Клімат : Термополіс | Клімат : Термополіс | Клімат : Термополіс | Клімат : Термополіс | Клімат : Термополіс | Клімат : Термополіс | Клімат : Термополіс | Клімат : Термополіс | Клімат : Термополіс | Клімат : Термополіс | Клімат : Термополіс |
| Показник                              | Січ.                | Лют.                | Бер.                | Квіт.               | Трав.               | Черв.               | Лип.                | Серп.               | Вер.                | Жовт.               | Лист.               | Груд.               | Рік                 |
| Абсолютний максимум, °C               | 19,4                | 21,1                | 26,7                | 32,2                | 36,7                | 40,6                | 41,7                | 41,1                | 37,2                | 33,3                | 25,0                | 25,6                | 41,7                |
| Середній максимум, °C                 | 4,7                 | 7,7                 | 12,9                | 18,4                | 23,6                | 29,1                | 34,1                | 33,1                | 27,2                | 18,4                | 10,6                | 3,8                 | 18,7                |
| Середній мінімум, °C                  | −11,4               | −8,8                | −3,8                | 0,8                 | 5,8                 | 10,1                | 13,9                | 12,8                | 7,2                 | 1,0                 | −5,8                | −11,6               | 0,9                 |
| Абсолютний мінімум, °C                | −42,2               | −41,1               | −33,3               | −27,8               | −11,1               | −4,4                | 1,1                 | −5                  | −13,9               | −26,7               | −33,3               | −38,9               | −42,2               |
| Норма опадів, мм                      | 10                  | 10                  | 22                  | 41                  | 57                  | 38                  | 25                  | 14                  | 28                  | 34                  | 16                  | 10                  | 306                 |
| Днів з опадами                        | 3,3                 | 3,3                 | 4,4                 | 6,8                 | 7,9                 | 8,3                 | 5,9                 | 4,7                 | 5,7                 | 5,1                 | 3,8                 | 3,4                 | 62,4                |
| Днів зі снігом                        | 2,4                 | 2,1                 | 1,8                 | ,9                  | ,1                  | 0                   | 0                   | 0                   | 0                   | ,6                  | 1,7                 | 2,4                 | 12,1                |
| ------------------------------------- | ------------------- | ------------------- | ------------------- | ------------------- | ------------------- | ------------------- | ------------------- | ------------------- | ------------------- | ------------------- | ------------------- | ------------------- | ------------------- |
| Джерело: NOAA (extremes 1899–present) |                     |                     |                     |                     |                     |                     |                     |                     |                     |                     |                     |                     |                     |

## Демографія
Згідно з переписом 2010 року, у місті мешкало 3009 осіб у 1389 домогосподарствах у складі 818 родин. Густота населення становила 470 осіб/км².  Було 1583 помешкання (247/км²).
Расовий склад населення:
| - 96,4 % — білих - 0,9 % — корінних американців - 0,5 % — азіатів - 0,3 % — чорних або афроамериканців |

До двох чи більше рас належало 1,5 %. Частка іспаномовних становила 2,2 % від усіх жителів.
За віковим діапазоном населення розподілялося таким чином: 20,1 % — особи молодші 18 років, 57,8 % — особи у віці 18—64 років, 22,1 % — особи у віці 65 років та старші. Медіана віку мешканця становила 47,0 року. На 100 осіб жіночої статі у місті припадало 96,4 чоловіків;  на 100 жінок у віці від 18 років та старших — 92,7 чоловіків також старших 18 років.
Середній дохід на одне домашнє господарство  становив 53 043 долари США (медіана — 43 438), а середній дохід на одну сім'ю — 63 866 доларів (медіана — 52 167). Медіана доходів становила 43 393 долари для чоловіків та 24 063 долари для жінок. За межею бідності перебувало 13,4 % осіб, у тому числі 22,0 % дітей у віці до 18 років та 4,3 % осіб у віці 65 років та старших.
Цивільне працевлаштоване населення становило 1365 осіб. Основні галузі зайнятості: освіта, охорона здоров'я та соціальна допомога — 28,9 %, мистецтво, розваги та відпочинок — 19,0 %, сільське господарство, лісництво, риболовля — 9,7 %, науковці, спеціалісти, менеджери — 7,5 %.
За даними перепису 2000 року,
на території муніципалітету мешкало 3172 людей, було 1342 садиб та 849 сімей.
Густота населення становила 514,6/км². Було 1568 житлових будинків.
З 1342 садиб у 26,8% проживали діти до 18 років, подружніх пар, що мешкали разом, було 52,0 %,
садиб, у яких господиня не мала чоловіка — 8,9 %, садиб без сім'ї — 36,7 %.
Власники 32,1 % садиб мали вік, що перевищував 65 років, а в 13,9 % садиб принаймні одна людина була старшою за 65 років.
Кількість людей у середньому на садибу становила 2,26, а в середньому на родину 2,86.
Середній річний дохід на садибу становив 29 205 доларів США, а на родину — 38 448 доларів США.
Чоловіки мали дохід 26 824 доларів, жінки — 18 438 доларів.
Приблизно 8,3 % родин та 10,1 % населення жили за межею бідності.
Серед них осіб до 18 років було 11,3 %, і понад 65 років — 6,5 %.
Середній вік населення становив 44 років.